# Centro de Formación Talleres
El Centro de Formación Talleres o CFT es un espacio de formación y alojamiento para los jugadores del Club Atlético Talleres, sobre todo para los futbolistas más jóvenes que no viven en la ciudad de Córdoba. Se encuentra cerca de la Terminal de Ómnibus y posee transporte gratuito hacia el Predio Amadeo Nuccetelli, donde entrenan los futbolistas.
Fue inaugurado el 12 de octubre de 2016, día del aniversario del club.
Los jugadores cuentan con asistencia médica, cuidado nutricional, asistencia psicólogica y apoyo escolar; tienen transporte exclusivo gratuito y participan de actividades institucionales, sociales y de recreación.
Christian Rodriguez es el coordinador del Centro de Formación Talleres y director del Gabinete Psicosocial.